# Баккара (роза)
Роза Баккара («Baccara», «MEIger») — сорт чайно-гибридной розы с тёмно-красным цветком селекции Фрэнсиса Мейяна, один из самых известных и продаваемых сортов роз в мире.

## Название
Название отсылает к азартной карточной игре Баккара и было введено в написании Baccará в 1956 году во Франции и в 1957 году в США; встречается вариант написания Baccarat. Кроме этого известна под названиями Jacqueline и Grand Prix, а также под регистрационным названием MEIger.

## Характеристики
Цветок розы сорта Баккара тёмно-красного цвета, имеет средний диаметр около 8 см. Стебель длинный. Одиночные махровые цветки (72-82 лепестка) источают лишь легкий аромат. Цвет бутонов не меняется после их раскрытия; благодаря этой особенности Баккара стала одной из самых популярных роз для срезки и на протяжении десятилетий присутствовала в «каждом» свадебном букете. Сорт не является зимостойким (зона USDA 7b) и поэтому в основном выращивается в теплицах.

## Происхождение и история
Чайно-гибридная роза «Баккара» была создана в 1954 году французской садоводческой компании Meilland. Это второй по популярности сорт роз Meilland (после Gloria Dei) — всего было продано более 25 миллионов экземпляров этого цветка.
В 1974 году срок действия охраны сорта истек и селекционеры больше не занимаются его развитием.

## Преемники и родственные разновидности

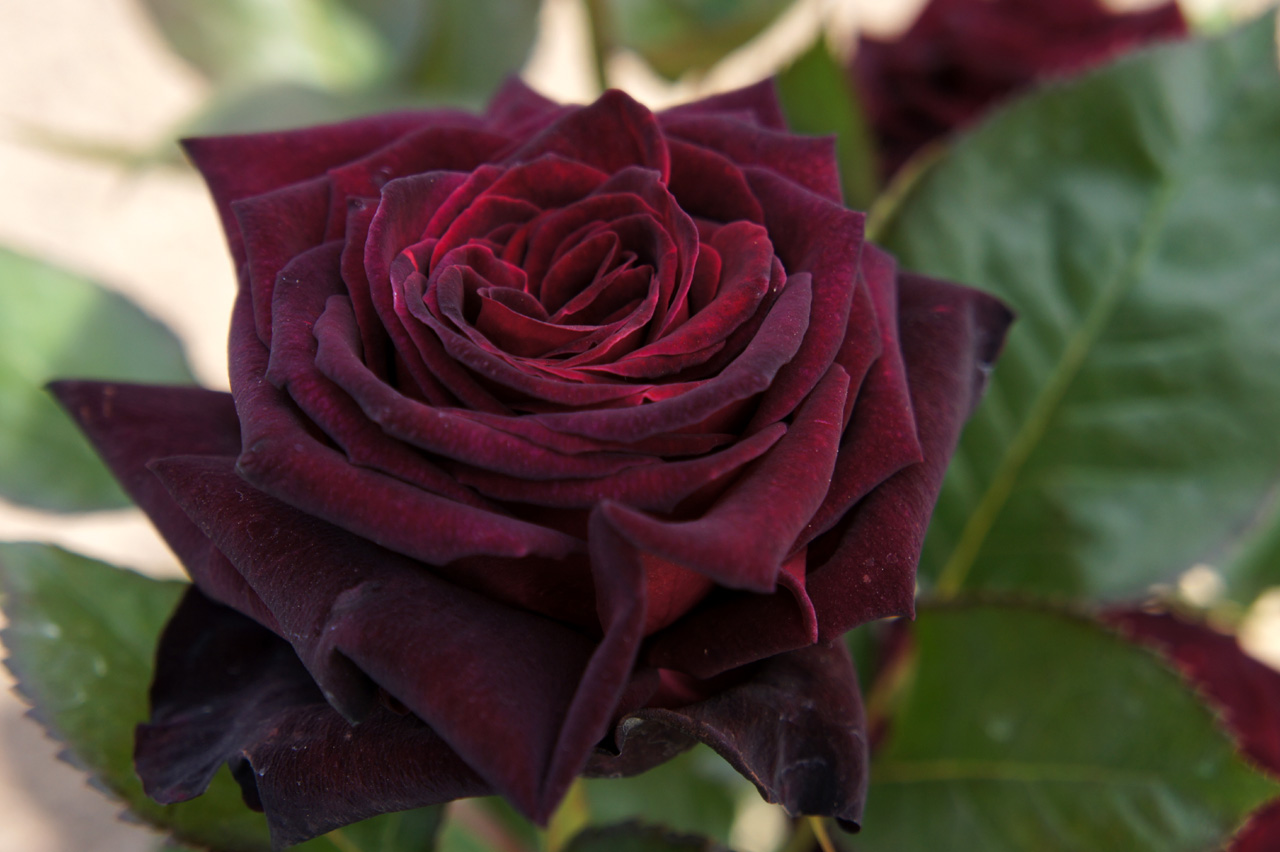
Роза Black Baccara

Преемник, выращенный Meilland, — «Black Baccara». Розы этого сорта имеют насыщенный темно-красный цвет, плавно переходящий в красно-черный. Потомками розы Баккара являются также чайные гибриды «Sonia Meilland» (Meilland 1970), «Interview» (Meilland 1968) и «Rose Dot» (Dot 1962).